# Protocolo orientado a la conexión
Un protocolo orientado a la conexión es un modo de comunicación de redes donde se debe establecer una conexión antes de transferir datos. Se identifica el flujo de tráfico con un identificador de conexión en lugar de utilizar explícitamente las direcciones de la fuente y el destino. Típicamente, el identificador de conexión es un escalar (por ejemplo en Frame Relay son 10 bits y en Asynchronous Transfer Mode 24 bits). Esto hace a los conmutadores de red substancialmente más rápidos (las tablas de encaminamiento son más sencillas, y es más fácil construir el hardware de los conmutadores). El impacto es tan grande, que protocolos típicamente no orientados a la conexión, tal como el tráfico de IP, utilizan prefijos orientados a la conexión (por ejemplo IPv6 incorpora el campo "etiqueta de flujo"). 
Se dice que un servicio de comunicación entre dos entidades es orientado a conexión cuando antes de iniciar la comunicación se verifican determinados datos (disponibilidad, alcance, etc.) entre estas entidades y se negocian unas credenciales para hacer esta conexión más segura y eficiente. Este tipo de conexiones suponen mayor carga de trabajo a una red (y tal vez retardo) pero aportan la eficiencia y fiabilidad necesaria a las comunicaciones que la requieran.
Algunos protocolos orientados a la conexión son Transmission Control Protocol, Frame Relay y Asynchronous Transfer Mode.

## Seguridad
Hay cierta confusión sobre la seguridad y los servicios orientados a la conexión y no orientados a la conexión. En el pasado, cuando había menos servicios y protocolos, y había menos aplicaciones, se creía que los servicios orientados a la conexión eran seguros y los no orientados a la conexión no eran seguros. 
Estas equivalencias no son ciertas.[cita requerida] Es posible diseñar una capa de transporte que proporciona un servicio orientado a la conexión no seguro. De forma similar, una capa de transporte puede proporcionar un servicio no orientado a la conexión seguro, si utiliza una capa de red segura.

## Alternativas
Una terminología alternativa al servicio que ofrece un protocolo orientado a la conexión y un protocolo no orientado a la conexión son los servicios de circuitos virtuales y de datagramas respectivamente. 
El servicio de circuito virtual es un tipo de servicio orientado a la conexión, dado que implica iniciar y descartar una entidad de tipo conexión, y mantener información del estado de la conexión en los conmutadores de paquetes. El servicio de datagrama es un tipo de servicio sin conexión en el que no se emplean entidades de tipo conexión.

## Lista de protocolos orientados a la conexión
- protocolo TCP
- protocolo FRAME RELAY
- protocolo ATM